# Josef Grünbeck (Politiker, 1925)

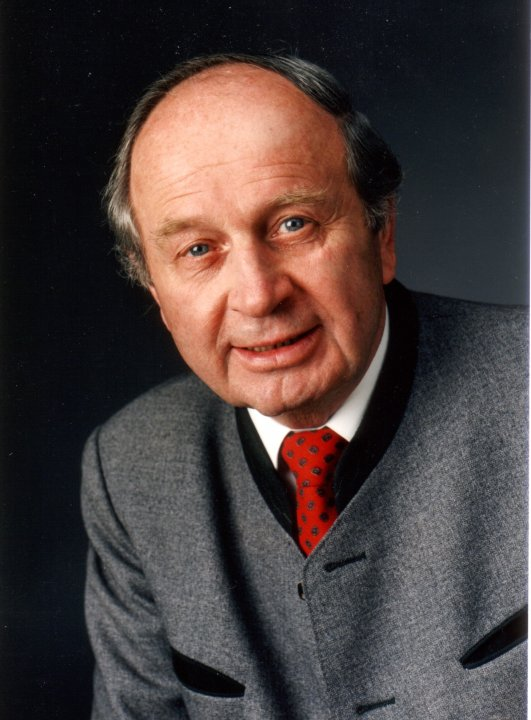
Josef Grünbeck war 1989 bis 1991 Vorsitzender der FDP Bayern.

Josef Grünbeck (* 17. September 1925 in Haan bei Dux, Tschechoslowakei; † 15. Oktober 2012) war ein deutscher Unternehmer und Politiker (FDP).

## Unternehmer
1949 gründete er die Wasserchemie und Apparatebau, die heutige Grünbeck Wasseraufbereitung.

## Partei
Josef Grünbeck war von 1976 bis 1984 Vorsitzender der FDP Schwaben. 1989 wurde er als Nachfolger von Manfred Brunner Vorsitzender der FDP Bayern und übergab 1991 sein Amt an Max Stadler. Von 1988 bis 1991 war er Mitglied des FDP-Bundesvorstandes.

## Öffentliche Ämter
Josef Grünbeck war von 1966 bis 1987 Stadtrat in Höchstädt, 1978 bis 1982 sowie 1990/91 Mitglied des Bayerischen Landtages und hier 1990/91 Vorsitzender der FDP-Fraktion. Von 1983 bis 1994 war er Mitglied des Bundestages. Nach einem schweren Autounfall 1995 musste er seine politische Tätigkeit beenden und wurde pflegebedürftig.

## Ehrungen
- 1993: Verdienstkreuz 1. Klasse der Bundesrepublik Deutschland
- Bayerischer Verdienstorden